# Rajmund Pajer

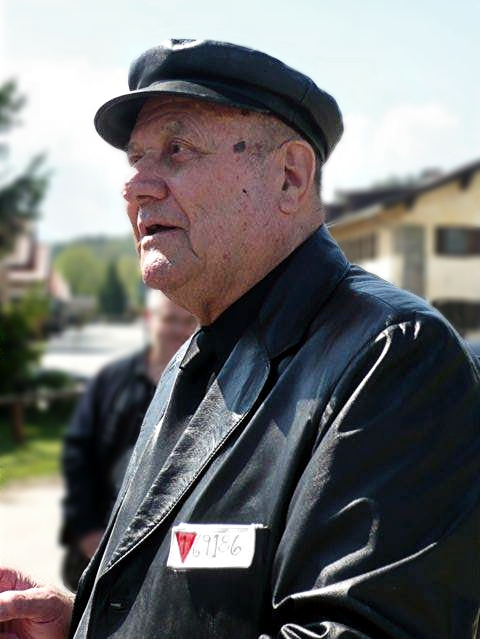
Rajmund Pajer (2012)

Rajmund Pajer (* 1930 in Triest, Italien; † 12. Juli 2016 in Montreal, Kanada) war ein kanadischer Flugzeugmechaniker slowenischer Abstammung und war ursprünglich italienischer Staatsbürger. Während der Zeit des Nationalsozialismus war er als Jugendlicher im österreichischen KZ Mauthausen sowie in zwei von dessen Nebenlagern inhaftiert. Als Zeitzeuge sowie in seinen 2010 veröffentlichten Erinnerungen an die Kriegs- und KZ-Häftlingszeit setzte er sich für Aufklärung über die Verbrechen und Gräuel der NS-Zeit in Österreich ein.

## Kindheit und Jugend
Rajmund Pajer wuchs in Triest auf. Seine Muttersprache war Slowenisch, in der Schule lernte er auch Italienisch. Aufgrund des Nahrungsmangels während des Zweiten Weltkriegs machte er sich 1944 gemeinsam mit seinem Freund Gustavo auf den Weg zu seinem Onkel nach Istrien, in der Hoffnung, Essen für sich und seine Familie organisieren zu können. Im slowenischen Hinterland von Triest wurden Pajer, der damals gerade einmal 14 Jahre alt war, und sein Freund aber von slowenischen Partisanen festgenommen und für den Widerstand gegen den Nationalsozialismus zwangsrekrutiert.

## Leben in Gefangenschaft

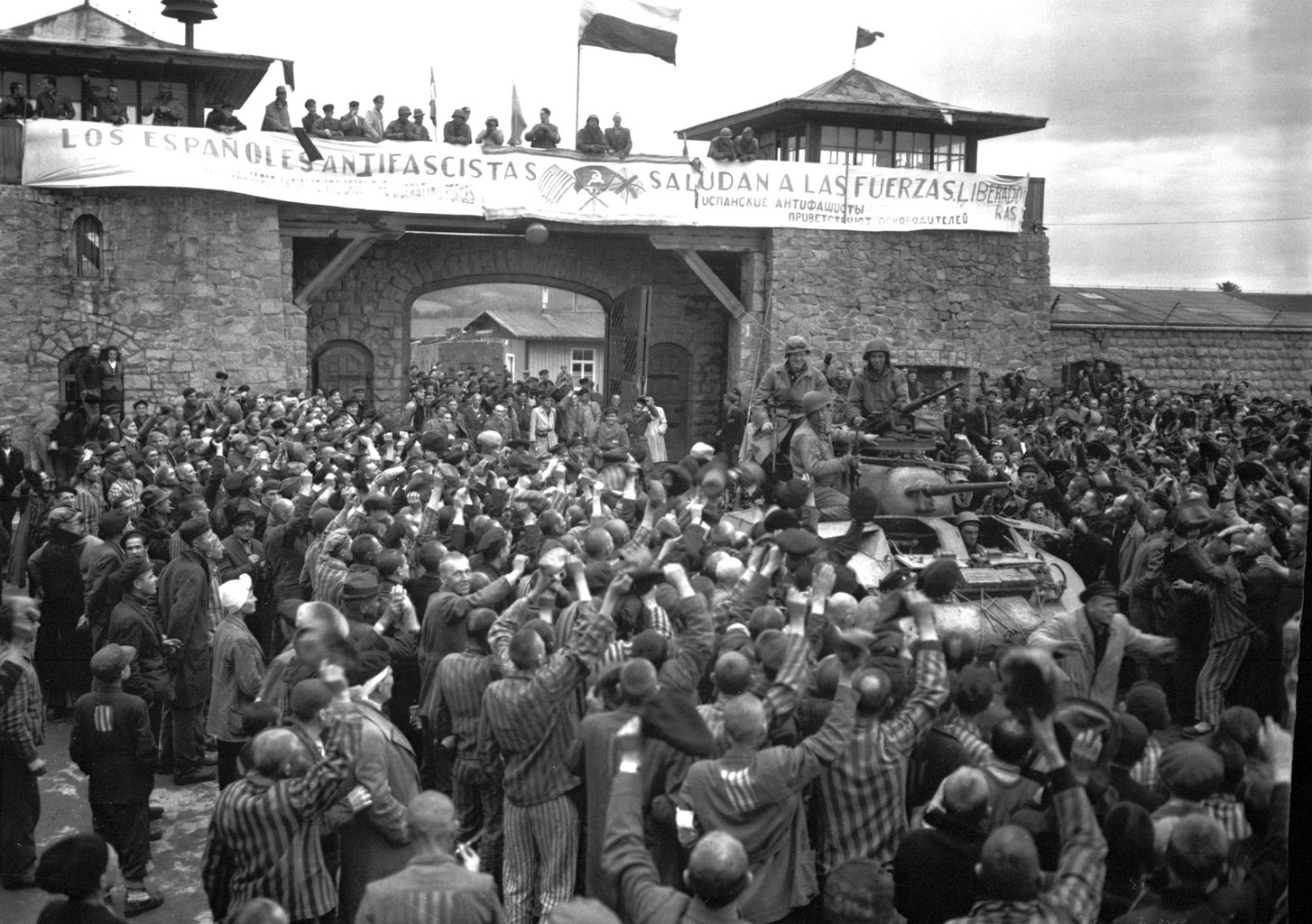
Das KZ Mauthausen, einen Tag nach der Befreiung vom 5. Mai 1945

Als Partisan wurde Pajer infolge eines strategischen Fehlschlags bei einem Angriff auf die von den Deutschen besetzte Stadt Ribnica am 20. April 1944 festgenommen und in das Zentralgefängnis in Ljubljana überstellt. Von dort wurde er nach einer Zwischenstation im Gefängnis von Begunje in einem Viehwaggon per Zug in das Konzentrationslager in Mauthausen in Oberösterreich gebracht. Er musste dort miterleben, wie man Menschen verstümmelte, auf grauenvollste Weise ermordete und die Leichen im Krematorium verbrannte.
Im Oktober 1944 wurde Pajer zusammen mit weiteren Gefangenen in das KZ-Nebenlager Klagenfurt-Lendorf in Kärnten überstellt. Die Alliierten bombardierten damals die nahegelegene Stadt Klagenfurt mit Phosphorbomben und die KZ-Häftlinge wurden zur Brandbekämpfung eingesetzt. Nach weiterer Überstellung in das KZ-Nebenlager St. Aegyd am Neuwalde in Niederösterreich, wo er von Februar 1945 bis April 1945 inhaftiert war, wurde er wieder in das KZ Mauthausen zurückgebracht. Dort wurde Pajer am 5. Mai 1945 von den Alliierten befreit.

## Nachkriegszeit und aktuelles Wirken
Pajer wurde längere Zeit in einem US-amerikanischen Feldspital behandelt und kam dann in ein Sammellager in Gusen, von wo aus er nach Triest rückgeführt wurde. In seinem Heimatort fand er seine Mutter und seinen jüngeren Bruder wieder, die ihn für tot gehalten hatten. Sein Vater hatte die NS-Zeit nicht überlebt; er war im Oktober 1944 in das KZ Dachau verschleppt und dort von den Nationalsozialisten ermordet worden. Nach dem Krieg arbeitete Pajer längere Zeit in einer Fabrik in Serbien. Dann emigrierte er nach Kanada, wo er beim Militär als Flugzeugmechaniker Arbeit fand.
Im Jahr 2007 begann Pajer, seine Erinnerungen an die Kriegserlebnisse und KZ-Inhaftierung in englischer Sprache unter dem Titel Letter to my Friend aufzuschreiben. Sein Augenzeugenbericht, der sich des literarischen Mittel eines „Briefes an einen fiktiven Freund“ bedient, wurde von 2009 bis 2010 von Christian Rabl vom Institut für Zeitgeschichte der Universität Wien ins Deutsche übersetzt, lektoriert und kommentiert sowie um eine Biografie von Rajmund Pajer und eine Zusammenfassung von Rabls Studie von 2008 zum KZ-Nebenlager St. Aegyd am Neuwalde ergänzt. Als weiteren Anhang trug Peter Gstettner, Professor im Ruhestand der Fakultät Erziehungswissenschaft und Bildungsforschung der Universität Klagenfurt, eine Bestandsaufnahme bei, die sich mit der Geschichte des zeitweiligen KZ-Außenlagers und vormaligen sowie heutigen Kaserne in Lendorf bei Klagenfurt, dem Handeln der Täter und der lange Zeit unterdrückten Aufarbeitung der damaligen Verbrechen befasst. Pajers zweisprachig abgedruckter Brief wurde dann, ergänzt um die Anhänge und Kommentierungen von Rabl und Gstettner sowie illustriert mit Zeichnungen von Vito M., von den beiden Wissenschaftlern als Buch unter dem Titel Ich war I 69186 in Mauthausen herausgegeben und erschien 2010 im Klagenfurter Kitab-Verlag.
2007 und 2012 nahm Pajer als letzter Überlebender des KZ-Nebenlagers Klagenfurt-Lendorf an Gedenkveranstaltungen in dem ehemaligen KZ-Außenlager und der heutigen Khevenhüller-Kaserne in Lendorf bei Klagenfurt teil. 2010 war er in Ried in der Riedmark zu Gast bei einer Gedenkfeier, mit der am dortigen, nahe der Rieder Kirche befindlichen Denkmal den sowjetischen Häftlingen gedacht wurde, die nach einem Großausbruch aus dem KZ Mauthausen im Februar 1945 während der sogenannten „Mühlviertler Hasenjagd“ von nationalsozialistischen Verbänden sowie von Soldaten und Zivilisten ermordet worden waren. Außerdem las er seit Erscheinen seines Buches mehrmals in Österreich aus seiner Biografie und führte Gespräche als Zeitzeuge, wie unter anderem im Mai 2012 in der Handelsakademie Klagenfurt (HAK), beim Robert-Musil-Institut für Literaturforschung der Universität Klagenfurt und im Kulturstadel in St. Aegyd am Neuwalde. Ebenfalls im Mai 2012 war er zu Gast bei der Feier anlässlich der Übergabe nach Generalsanierung des Israelitischen Friedhofes in Klagenfurt.
Rajmund Pajer starb im Juli 2016 im Alter von 86 Jahren in seiner Wahlheimat in Montreal in Kanada.

## Zitate
„Nicht viele Menschen wissen von den kleinen Details des täglichen Lebens und Sterbens in diesem Lager und darüber, wie sich Menschen unter solchen Bedingungen benehmen und wie sie agieren. Es sind nicht mehr viele von uns übrig, um davon zu erzählen.“

## Publikationen
- Ich war I 69186 in Mauthausen. Wie ich als Jugendlicher ins KZ-Netzwerk geriet und daraus befreit wurde. Herausgegeben und kommentiert von Peter Gstettner und Christian Rabl. Zeichnungen von Vito M. Kitab-Verlag, Klagenfurt 2010, ISBN 978-3-902585-63-9 (Rezension).